# Rikalanjärvi
Rikalanjärvi är en sjö i kommunen Ruovesi i landskapet Birkaland i Finland. Sjön ligger 99,7 meter över havet. Arean är 52 hektar och strandlinjen är 4,19 kilometer lång. Sjön  ingår i Kumo älvs huvudavrinningsområde.   Den ligger omkring 37 km norr om Tammerfors och omkring 190 km norr om Helsingfors. 
I sjön finns ön Raatosaari. Murole kyrka ligger väster om sjön.